# Wiktor Calvo Lozano
Wiktor (Wiktorian) Calvo Lozano (ur. 23 grudnia 1896 w Horche, w prowincji Guadalajary w Hiszpanii zm. 10 sierpnia 1936) – hiszpański redemptorysta, brat zakonny, męczennik, błogosławiony Kościoła katolickiego.

## Życiorys
Wiktor Calvo Lozano urodził się 23 grudnia 1896 r. w Horche. Pragnął zostać kapłanem lub zakonnikiem, jednak na przeszkodzie stanęła mu niechęć ze strony rodziny oraz ubóstwo materialne. Mimo to 31 marca 1919 r. opuścił dom rodzinny, a 13 listopada 1920 roku, mając 23 lata, złożył śluby zakonne u redemptorystów w Nava del Rey i otrzymał imię Wiktorian. Rok później skierowano go do wspólnoty redemptorystów w Cuenca. Podczas wojny domowej w Hiszpanii schronił się w seminarium. Został zamordowany wraz z o. Józefem Ksawerym Gorosterratzu w pobliżu miejscowego cmentarza. Jego beatyfikacja odbyła się 13 października 2013 roku w grupie 522 męczenników wojny domowej w Hiszpanii.